# Джина Майлз
Джи́на Майлз  (англ. Gina Miles; {[н|ж}} 27 листопада 1973) — американська вершниця, олімпійська медалістка.

## Виступи на Олімпіадах
| Олімпіада  | Дисципліна           | Місце |
| ---------- | -------------------- | ----- |
| Пекін 2008 | триборство, особисті | 2     |
| Пекін 2008 | триборство, командні | 7     |